# رنگ سه‌گانه

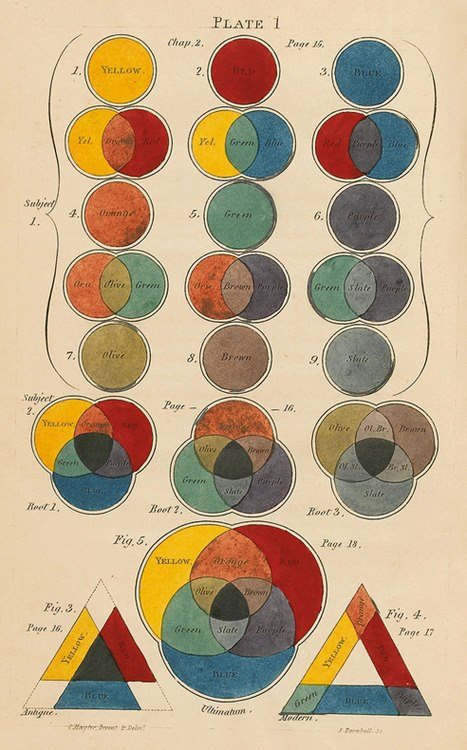
صفحه ای از رساله عملی جدید در مورد سه رنگ اولیه که به عنوان یک سیستم کامل از اطلاعات ابتدایی توسط چارلز هایتر فرض شده‌است.

رنگ‌های ترکیبی سه‌گانه یا رنگ‌های میانی، رنگ‌هایی هستند که از ترکیب اشباع کامل یک رنگ اصلی با نیمه‌اشباع رنگ اصلی دیگر و هیچی از رنگ اصلی سوم، در یک فضای رنگی معین مانند مدل رنگی آرجی‌بی، مدل رنگی سی‌ام‌وای‌کی (مدرن‌تر) یا مدل رنگی آروای‌بی (سنتی) ایجاد می‌شود.
رنگ‌های سه‌گانه دارای نام‌های عمومی هستند، یک مجموعه نام برای چرخهٔ رنگ RGB و مجموعه‌ای متفاوت برای چرخهٔ رنگ RYB. این نام‌ها در زیر نشان داده شده‌است.
تعریف دیگری از رنگ سه‌گانه توسط نظریه‌پردازان رنگ مانند موزس هریس و جوزف آلبرز ارائه شده‌است که پیشنهاد می‌کنند رنگ‌های سه‌گانه از ترکیب جفتی رنگ‌های ثانویه: نارنجی-سبز، سبز-بنفش، بنفش-نارنجی یا با اختلاط رنگهای مکمل ایجاد می‌شوند. این رویکرد نسبت به رنگ ترکیبی سه‌گانه، به‌ویژه در قالب رنگ، رنگدانه و رنگ مو مربوط می‌شود.

## مقایسه چرخه‌های رنگی RGB و RYB

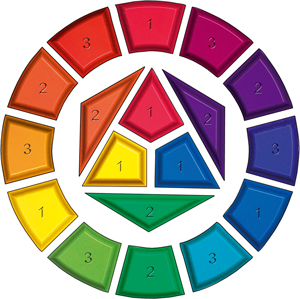
ترکیب رنگ سگانه RYB

چرخهٔ رنگ RYB سده‌ها پیش از آنکه در دهه ۱۸۹۰ اختراع شود، زمانی با آزمایش پیدا شد که سرخابی، زرد و فیروزه‌ای رنگ‌های اصلی رنگدانه هستند، نه سرخ، زرد و آبی.
چرخه رنگ RGB تا حد زیادی جایگزین چرخهٔ رنگ سنتی RYB شده‌است زیرا امکان نمایش رنگ‌های بسیار روشن‌تر و سیرتر با استفاده از رنگ‌های اصلی و ترکیب دوگانه چرخهٔ رنگ RGB وجود دارد. در اصطلاح تئوری رنگ، مدل رنگی RGB و مدل رنگی CMY دارای طیف رنگی بسیار بزرگتر از مدل رنگی RYB هستند.

## رنگ‌های اصلی، ترکیبی دوگانه و سه‌گانه در RGB یا CMYK

رنگ‌های اصلی، ترکیبی دوگانه و سه‌گانه در چرخهٔ رنگ RGB (CMY).

رنگ‌های اصلی در چرخهٔ رنگ RGB سرخ، سبز و آبی هستند، زیرا این سه رنگ افزایشی - رنگ‌های اصلی نور هستند. رنگ‌های ترکیبی دوگانه در یک چرخهٔ رنگی RGB، فیروزه‌ای، سرخابی و زرد هستند، زیرا این سه رنگ کاهشی- رنگ‌های اصلی رنگدانه‌ها هستند.
نام رنگ‌های سه‌گانه استفاده‌شده در توضیحات سیستم‌های مدل رنگی آرجی‌بی (یا معادل مدل رنگی سی‌ام‌وای‌کی) در زیر نشان داده شده‌است.
| فیروزه‌ای | (●) | + | آبی      | (●) | = | لاجوردی     | (●) |
| آبی      | (●) | + | ارغوانی  | (●) | = | بنفش        | (●) |
| ارغوانی  | (●) | + | سرخ      | (●) | = | سرخ گلی     | (●) |
| سرخ      | (●) | + | زرد      | (●) | = | نارنجی      | (●) |
| زرد      | (●) | + | سبز      | (●) | = | زیتونی روشن | (●) |
| سبز      | (●) | + | فیروزه‌ای | (●) | = | سبز بهاری   | (●) |

### اصطلاحات سه‌گانه، چهارگانه و پنج‌گانه
واژه‌ها برای رنگ‌های ترکیبی سه‌گانه آربی‌جی تنظیم نشده‌است. نام دوازده رنگ چهارگانه، اگر حتی وجود داشته باشد، متغیرتر است، اگرچه نیلی و مایل به سرخ‌فام برای آبی-بنفش و قرمز-سرخابی استاندارد هستند.
| سرخ           |
| نارنجی        |
| زرد           |
| زیتونی روشن   |
| سبز           |
| سبز بهاری     |
| فیروزه‌ای روشن |
| لاجوردی       |
| آبی           |
| بنفش          |
| سرخابی        |
| سرخ گلی       |
| سرخ           |

| سرخ           |
| شنگرفی        |
| نارنجی        |
| کهربایی       |
| زرد           |
| سبز مغزپسته‌ای |
| زیتونی روشن   |
| harlequin     |
| سبز           |
| erin          |
| سبز بهاری     |
| زمردی کبود    |
| فیروزه‌ای روشن |
| کاپری         |
| لاجوردی       |
| نیلی          |
| آبی           |
| نیلی سیر      |
| بنفش          |
| ارغوانی       |
| سرخابی        |
| سرخ گیلاسی    |
| سرخ گلی       |
| زرشکی         |
| سرخ           |

| سرخ             |
| سرخ‌فام          |
| شنگرفی          |
| persimmon       |
| نارنجی          |
| orange peel     |
| کهربایی (رنگ)   |
| طلایی           |
| زرد             |
| لیموزرد         |
| سبز مغزپسته‌ای   |
| جوانه بهاری     |
| زیتونی روشن     |
| bright green    |
| harlequin       |
| neon green      |
| سبز             |
| jade            |
| erin            |
| emerald         |
| سبز بهاری       |
| سبز بهاری       |
| aquamarine      |
| فیروزه‌ای        |
| فیروزه‌ای روشن   |
| آبی آسمانی      |
| capri           |
| لیلنج           |
| لاجوردی         |
| آبی کبالت       |
| cerulean        |
| sapphire        |
| آبی             |
| زنبقی           |
| نیلی سیر        |
| سیزاب           |
| بنفش            |
| اسطوخودوس (رنگ) |
| ارغوانی         |
| phlox           |
| سرخابی          |
| سرخابی ارغوانی  |
| سرخ گیلاسی      |
| deep pink       |
| سرخ گلی         |
| تمشکی           |
| زرشکی           |
| تاج‌خروسی        |
| سرخ             |

## نقاشی سنتی (RYB)

چرخهٔ رنگ سنتی RYB.

رنگ‌های اصلی در چرخهٔ رنگ RYB سرخ، زرد و آبی هستند. رنگ‌های ترکیبی دوگانه- نارنجی، سبز و بنفش - از ترکیب رنگ‌های اصلی ساخته می‌شوند.
در سیستم سرخ-زرد-آبی که در نقاشی سنتی و طراحی داخلی استفاده می‌شود، رنگ‌های ترکیبی سه‌گانه معمولاً با ترکیب نام‌های اصلی و دوگانهٔ کناری نام‌گذاری می‌شوند.
| سرخ      | (●) | + | نارنجی   | (●) | = | شنگرفی (قرمز نارنجی)  | (●) |
| نارنجی   | (●) | + | زرد      | (●) | = | کهربایی (زرد-نارنجی)  | (●) |
| زرد      | (●) | + | سبز      | (●) | = | زیتونی روشن (زرد-سبز) | (●) |
| سبز      | (●) | + | آبی      | (●) | = | سبزآبی (سبز آبی)      | (●) |
| آبی      | (●) | + | رنگ بنفش | (●) | = | بنفش (آبی-بنفش)       | (●) |
| رنگ بنفش | (●) | + | سرخ      | (●) | = | سرخابی (قرمز بنفش)    | (●) |

### اصطلاحات رنگ ترکیبی سه‌گانه و چهارگانه
واژه‌ها برای رنگ‌های ترکیبی سه‌گانه آروای‌بی تنظیم نشده‌است. برای شش رنگ آروای‌بی میان رنگ‌های اصلی و ترکیبی دوگانه آروای‌بی، نام‌های کهربایی / گل همیشه بهار (زرد-نارنجی)، سرخابی / شنگرفی (قرمز-نارنجی)، سرخابی (سرخ-بنفش)، بنفش (آبی-بنفش)، سبزآبی (سبزآبی) و زیتونی روشن / سبز آهکی (زرد-سبز) معمولاً یافت می‌شوند. نام دوازده رنگ چهارگانه، اگر حتی وجود داشته باشد، متغیرتر است، اگرچه نیلی و مایل به سرخ‌فام برای آبی-بنفش و قرمز-سرخابی استاندارد هستند.
به معنای دیگر، رنگ سه‌گانه از آمیختن رنگدانه‌های دوگانه به دست می‌آید. این سه رنگ فندقی (نارنجی-بنفش)، توسی (بنفش-سبز) و لیمویی تیره (سبز-نارنجی) هستند، با سه رنگ چهارگانه مربوط به آلویی (نارنجی-توسی)، سبز خاکستری (توسی-لیمویی)، نخودی (لیمویی-فندقی) (با زیتونی که گاهی برای توسی یا لیمویی به کار می‌رود). فراتر از آن، سایه‌های خاکستری (آبی خاکستری و خاکستری قهوه‌ای)، که نزدیک به سیاه می‌شوند، اما هرگز به سیاهی نمی‌رسند.
اصطلاحات رنگ آروای‌بی که در بالا و در نمونه‌های رنگی نشان داده شده در زیر مشخص شده‌است، در نهایت از کتاب کروماتوگرافی ۱۸۳۵، تجزیه و تحلیل چرخهٔ رنگ RYB توسط جورج فیلد، شیمیدان متخصص در رنگدانه‌ها و رنگ‌ها، مشتق شده‌است.
| سرخ     |
| نارنجی  |
| زرد     |
| سبز     |
| آبی     |
| ارغوانی |
| سرخ     |

| سبز     |
| توسی    |
| ارغوانی |
| فندقی   |
| نارنجی  |
| لیمویی  |
| سبز     |

| فندقی       |
| نخودی       |
| لیمویی      |
| سبز خاکستری |
| توسی        |
| آلویی       |
| فندقی       |

| سبز خاکستری |
| mocha       |
| آلویی       |
| برنجی       |
| نخودی       |
| خاکی        |
| سبز خاکستری |

| سرخ         |
| شنگرفی      |
| نارنجی      |
| کهربایی     |
| زرد         |
| زیتونی روشن |
| سبز         |
| سبزآبی      |
| آبی         |
| بنفش        |
| ارغوانی     |
| سرخابی      |
| سرخ         |

| سرخ         |
| سرخ‌فام      |
| شنگرفی      |
| خرمالویی    |
| نارنجی      |
| پرتقالی     |
| کهربایی     |
| زرد طلایی   |
| زرد         |
| زرد لیمویی  |
| زیتونی روشن |
| زیتونی روشن |
| سبز         |
| زبرجدی سیر  |
| سبزآبی      |
| نیلی        |
| آبی         |
| نیلی سیر    |
| بنفش        |
| آمیتیست     |
| ارغوانی     |
| بادمجانی    |
| سرخابی      |
| زرشکی       |
| سرخ         |